# Jenin, Jenin
Pour plus de détails, voir Fiche technique et Distribution.
Jenin, Jenin est un documentaire palestinien réalisé en 2002 par Mohammad Bakri, acteur et réalisateur israélien d'origine palestinienne.

## Synopsis
Jenin, Jenin est un documentaire sur la bataille de Jénine, durant laquelle plus de 50 Palestiniens et 14 soldats israéliens ont été tués. L'offensive a été menée par Tsahal (l'armée israélienne) en 2002, dans le cadre de l'opération Rempart, dans la ville palestinienne de Jénine en réaction à une série d'attentats au cours de la Seconde Intifada. Le cinéaste laisse la parole aux habitants de la ville.

## Autour du film
Le film a bénéficié d'un financement partiel de l'Organisation de Libération de la Palestine (OLP),.
Le producteur exécutif de ce film, Iyad Tahar Samoudi, est tué par l'armée israélienne quelques jours avant la fin du tournage.

## Fiche technique
- Musique : Said Mourad et Anouar B'rahem
- Producteur : Iyad Tahar Samoudi[4].
- Langue : arabe

## Controverse

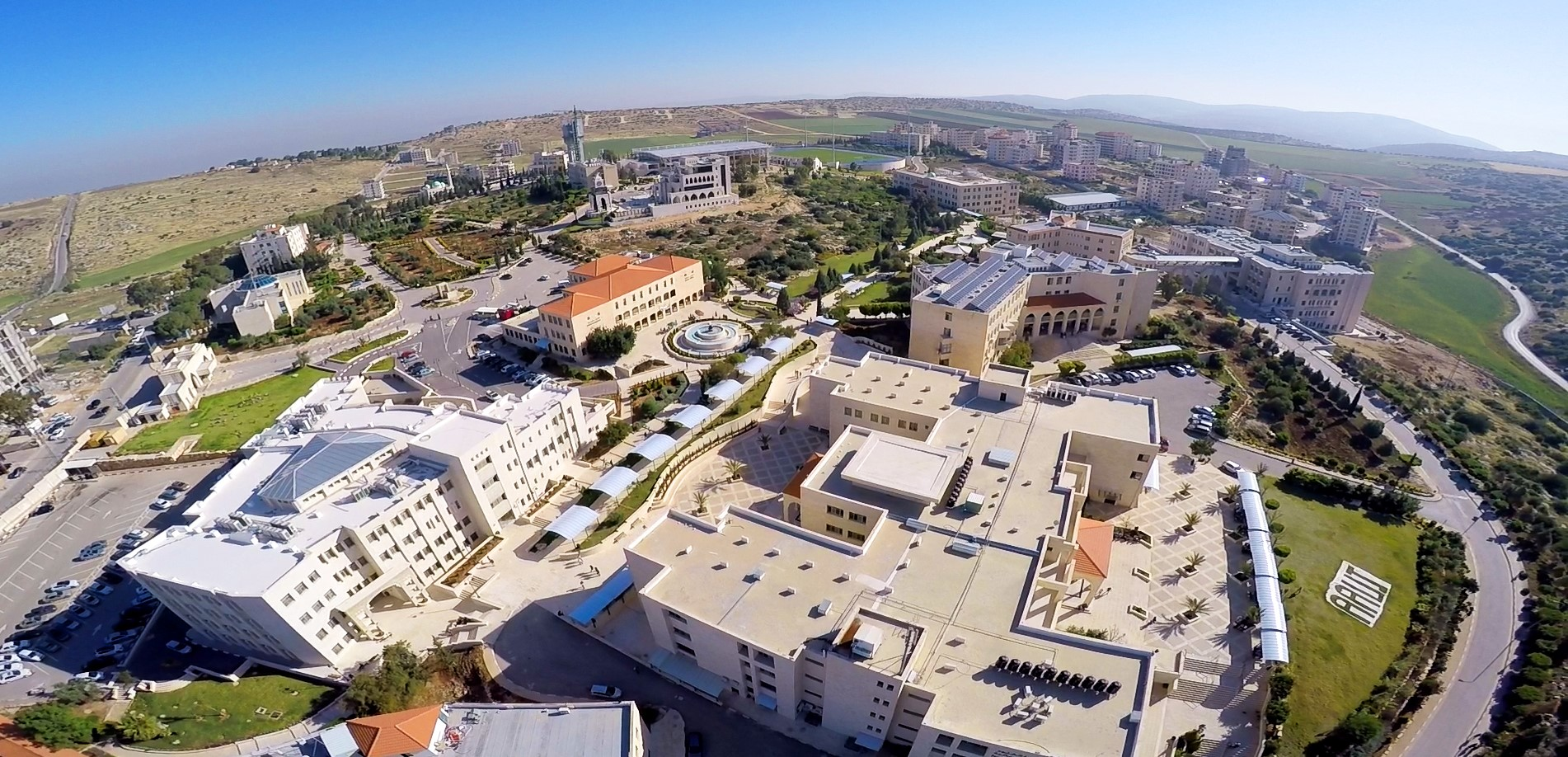
Une vue de Jénine

Après avoir été projeté par trois fois en Israël, Jenin, Jenin est interdit par l'office du cinéma israélien pour « malhonnêteté » et « propagande » - au motif que le film mentirait en divers points sur ce qui s'est réellement passé lors de la bataille à Jénine. Mohammad Bakri ayant fait appel de cette décision, le film est alors autorisé par la Cour suprême israélienne en 2004, au motif que « le fait que le film contienne des mensonges n'est pas une raison suffisante pour l'interdire » et qu'il n'y a pas à porter « atteinte à la liberté d'expression au-delà de ce qui est nécessaire »,. Dans une déposition, Bakri indique ne pas avoir vérifié l'exactitude des témoignages qu'il avait choisis. En 2021, la justice israélienne interdit « la diffusion et la projection » de Jénine Jénine en Israël et exigé la confiscation des copies du documentaire. Mohammad Bakri est également condamné à verser 175 000 shekels (environ 43 000 euros) à un ancien colonel de Tsahal qui avait saisi la justice pour faire interdire le documentaire.
En 2003, le cinéaste pro-israélien Pierre Rehov réalise un documentaire de 53 minutes intitulé La route de Jénine : démontage d'une manipulation médiatique dans lequel il revient sur les lieux du tournage de Mohammad Bakri pour contre-enquêter auprès des témoins,,,,,. A son tour, le documentariste pro-israélien Martin Himel réalise Jenin : Massacring the Truth, en 2005.
Pour autant, l'organisation humanitaire internationale Human Rights Watch a pu identifier 52 victimes palestiniennes, dont 22 civils, et estime que les « Forces de Défense Israéliennes [avaient] commis des crimes de guerre » lors de cette opération, en se servant de Palestiniens pour pénétrer dans les maisons.
Mohammad Bakri réalise une suite, Janin, Jenin, qui est censurée en Israël.

## Distinction
- 2017 : FCP, Festival Ciné-Palestine - Paris (France) - Sélection
- 2002 : JCC, Journées Cinématographiques de Carthage - Carthage (Tunisie) - Prix du meilleur film